# Václav Vilém Trnobranský
Václav Vilém Trnobranský (3. listopadu 1819, Rosice u Chrasti – 27. března 1883, Opočno) byl český obrozenecký básník a spisovatel. Ve čtyřicátých až šedesátých letech 19. století publikoval v časopisech množství populárních básní, deklamovánek a povídek, zpravidla humorných nebo satirických, v prostém lidovém jazyce. Používal i pseudonym Jan Městecký. Jeho básně se hojně přednášely na veřejných zábavách (besedách). Sebrané spisy vyšly v 80. letech zásluhou jeho syna Karla.

## Život
Narodil se 3. listopadu 1819 v Rosicích na Chrudimsku v rodině panského cihláře. Roku 1830 se s rodiči přestěhoval do Heřmanova Městce (odtud pochází jeho pozdější pseudonym Městecký). Studoval na gymnáziu v Německém Brodě, kde se seznámil s Karlem Havlíčkem. Roku 1839 odjel do Prahy, kde vystudoval filosofii, a po jejím absolvování vstoupil na přání rodičů do bohosloveckého semináře v Hradci Králové. Kněžské povolání ho ale nelákalo, seminář brzy opustil, odjel do Brna a po návratu domů o Vánocích 1843 začal pracovat jako úředník.
Jeho první zaměstnání bylo v patrimoniálním úřadě v Hrochově Týnci, kde získal titul soudního aktuára. Na podzim 1849 přešel ve stejné funkci do vyvazovací komise, kde postoupil do hodnosti komisaře. Slibná úřednická kariéra ale brzy skončila. Roku 1850 byl přeložen do Kutné Hory, kde obnovil kontakty s Karlem Havlíčkem. V době Bachova absolutismu to vyvolalo nepřízeň nadřízených a po ukončení činnosti vyvazovacích komisí byl ze státní služby propuštěn.
Roku 1852 se oženil, přestěhoval se za manželkou do Ratboře a přijal tam místo revizora účtů. Pak odjel do Uherska, kde nejprve pracoval na panství ve Stupavě, později na pozemkových úřadech. Po návratu do Čech působil od roku 1860 jako kancelista v Kolíně, odkud přesídlil do Strakonic a Kostelce nad Orlicí. Jeho posledním působištěm se stalo Opočno, kde od roku 1876 do konce života zastával funkci listovního u okresního soudu. Žil v tzv. Sokolském domě. Zde také 27. března 1883 zemřel.

## Dílo
Trnobranský byl ve 40. až 60. letech známý jako autor básní a povídek, které publikoval v časopisech a sbornících. Velmi oblíbené byly jeho deklamovánky, básně vhodné k recitaci, které se přednášely na lidových zábavách (besedách). Vyznačovaly se humorem a satirou, byly psány prostým stylem, často se dotýkaly aktuálních témat.
K prací uveřejněným v té době patří např.:
- Chrbokov, místní pověst (1845)[4]
- Ženichovy radosti, deklamovánka (1852)[5]
- Ohnivý muž, báseň v Lumíru 1854[6]
- Tanec na vsi, deklamovánka (zařazena do sborníku Veselé čtení 1860)[7]
- Nepozdravil u vrbiček, deklamovánka (zařazena do Besedníku 1864)[8]

V 50. letech používal pseudonym Městecký, aby svou literární tvorbou zbytečně nedráždil proněmecké nadřízené.
Roku 1867 se zúčastnil soutěže o nejlepší humoristickou deklamaci, kterou vypsal časopis Humoristické listy. Získal dvě ocenění — první místo za Vypsání cen, třetí za vážnou báseň Žebrák.
Některé z jeho básní byly zhudebněny, např. Na mlatě a Výpomoc (skladatel: Josef Paukner). Napsal také slova pro Smetanovu sborovou píseň Rolnická.
Ve 40. a 50. byl oceňovaný jednak jako novelista, jednak jako autor deklamací pro lidové besedy, které v té době nahrazovaly divadlo. Byl srovnáván s Františkem Jaromírem Rubešem. Fakt, že během života nevydával svoje díla knižně, jeho pobyt mimo hlavní centra i velká skromnost ale vedly k tomu, že ke konci života upadl do zapomnění.
Zájem o Trnobranského se obnovil v letech 1883-86, kdy jeho syn Karel Trnobranský vydal vlastním nákladem sebrané spisy. František Bačkovský při té příležitosti připomněl jeho příspěvek k oživení české kultury ve 40. letech; smyslem pro zdravý, prostý humor promlouval z duše svých čtenářů. Kdyby býval své sebrané spisy vydal o deset nebo dvacet let dříve, mohl být podle Bačkovského řazen k předním obrozeneckým básníkům.